# Mesterholdenes Europa Cup i håndbold 1987-88 (kvinder)
Mesterholdenes Europa Cup i håndbold 1987-88 for kvinder var den 28. udgave af Mesterholdenes Europa Cup i håndbold for kvinder. Turneringen havde deltagelse af 24 hold, som var blevet nationale mestre sæsonen forinden, og blev afviklet som en cupturnering, hvor alle opgørene blev afviklet over to kampe, hvor holdene mødtes både ude og hjemme.
Turneringen blev vundet af de forsvarende mestre Spartak Kijev fra Sovjetunionen, som i finalen over to kampe besejrede Hypobank Südstadt fra Østrig med 33-31. Det var 13. gang i turneringens historie, og fjerde sæson i træk, at Spartak Kijev vandt titlen, mens Hypobank Südstadt var i finalen for anden sæson i træk.
Danmarks repræsentant i turneringen var de danske mestre fra Rødovre HK, som blev slået ud i 1/16-finalen af Byåsen IL fra Norge.

## Resultater

### 1/16-finaler
| Dato   | Dato   | Hjemmehold i 1. kamp | Udehold i 1. kamp | Resultat | Resultat | Resultat |
| 1.kamp | 2.kamp | Hjemmehold i 1. kamp | Udehold i 1. kamp | Samlet   | 1.kamp   | 2.kamp   |
| ------ | ------ | -------------------- | ----------------- | -------- | -------- | -------- |
| 26.9.  | ?      | Budapesti Spartacus  | US Ankara         | ?–?      | 46-14    | ?        |
| ?      | ?      | ASD HC Sassari       | Athinaikos AS     | ?–?      | ?        | ?        |
| 4.10.  | 10.10. | BM Iber Valencia     | USM Gagny         | 29–30    | 15-13    | 14-17    |
| 26.9.  | ?      | HBC Bascharage       | SL Benfica        | ?–?      | 14-18    | ?        |
| ?      | ?      | Rødovre HK           | Byåsen IL         | ?–?      | ?        | ?        |
| ?      | ?      | LC Brühl             | HC Initia Hasselt | 32–35    | 20-14    | 12-21    |
| ?      | ?      | Cracovia             | Wakefield Metros  | ?–?      | ?        | ?        |
| ?      | ?      | CSKA Sofia           | Maccabi Holon     | ?–?      | ?        | ?        |

### Ottendedelsfinaler
| Dato   | Dato   | Hjemmehold i 1. kamp    | Udehold i 1. kamp      | Resultat | Resultat | Resultat |
| 1.kamp | 2.kamp | Hjemmehold i 1. kamp    | Udehold i 1. kamp      | Samlet   | 1.kamp   | 2.kamp   |
| ------ | ------ | ----------------------- | ---------------------- | -------- | -------- | -------- |
| 10.1.  | ?.1.   | Ştiinţa Bacău           | Spartak Kijev          | 47–53    | 24-26    | 23-27    |
| 10.1.  | 17.1.  | V&L Geleen              | ASK Vorwärts Frankfurt | 35–64    | 26-28    | 09-36    |
| 10.1.  | ?.1.   | Budapesti Spartacus     | ASD HC Sassari         | ?–?      | 40-18    | ?        |
| 10.1.  | ?.1.   | SL Benfica              | USM Gagny              | 25–42    | 12-18    | 13-24    |
| 10.1.  | 17.1.  | TSV Bayer 04 Leverkusen | Byåsen IL              | 47–41    | 25-21    | 22-20    |
| 10.1.  | ?      | Tatran Prešov           | RK Radnički            | ?–?      | 25-21    | ?        |
| 10.1.  | 17.1.  | Cracovia                | HC Initia Hasselt      | 49–39    | 35-25    | 14-14    |
| 10.1.  | 17.1.  | CSKA Sofia              | Hypobank Südstadt      | 46–58    | 27-31    | 19-27    |

### Kvartfinaler
| Dato   | Dato   | Hjemmehold i 1. kamp    | Udehold i 1. kamp      | Resultat | Resultat | Resultat |
| 1.kamp | 2.kamp | Hjemmehold i 1. kamp    | Udehold i 1. kamp      | Samlet   | 1.kamp   | 2.kamp   |
| ------ | ------ | ----------------------- | ---------------------- | -------- | -------- | -------- |
| ?      | 23.2.  | Spartak Kijev           | ASK Vorwärts Frankfurt | 49–38    | 23-21    | 26-17    |
| ?      | ?      | Budapesti Spartacus     | USM Gagny              | 56–51    | 32-23    | 24-28    |
| 23.2.  | ?      | TSV Bayer 04 Leverkusen | RK Radnički            | 37–39    | 22-20    | 15-19    |
| 18.2.  | 23.2.  | Cracovia                | Hypobank Südstadt      | 40–52    | 21-22    | 19-30    |

### Semifinaler
| Dato   | Dato   | Hjemmehold i 1. kamp | Udehold i 1. kamp | Resultat | Resultat | Resultat |
| 1.kamp | 2.kamp | Hjemmehold i 1. kamp | Udehold i 1. kamp | Samlet   | 1.kamp   | 2.kamp   |
| ------ | ------ | -------------------- | ----------------- | -------- | -------- | -------- |
| ?      | ?      | Budapesti Spartacus  | Spartak Kijev     | 50–59    | 25-23    | 25-36    |
| ?      | ?      | RK Radnički          | Hypobank Südstadt | 36–38    | 21-18    | 15-20    |

### Finale
| Dato   | Dato   | Hjemmehold i 1. kamp | Udehold i 1. kamp | Resultat | Resultat | Resultat |
| 1.kamp | 2.kamp | Hjemmehold i 1. kamp | Udehold i 1. kamp | Samlet   | 1.kamp   | 2.kamp   |
| ------ | ------ | -------------------- | ----------------- | -------- | -------- | -------- |
| ?      | ?      | Spartak Kijev        | Hypobank Südstadt | 33–31    | 16-14    | 17-17    |